# CF Atlético Ciudad
Club de Fútbol Atlético Ciudad – hiszpański klub piłkarski z siedzibą w mieście Murcja, działający w latach 2007–2010.

## Sezony
| Sezon   | Liga | Miejsce | Puchar Króla |
| ------- | ---- | ------- | ------------ |
| 2007/08 | 3ª   | 1.      |              |
| 2008/09 | 2ªB  | 8.      |              |
| 2009/10 | 2ªB  | 7.      |              |

- 2 sezony w Segunda División B
- 1 sezon w Tercera División